# 1990년 벤쿠버 국제 영화제
제9회 벤쿠버 국제 영화제의 시상식에 관한 내용이다.

## 수상 및 후보

### 캐나다영화 최고각본상
- H - Darryl Wasyk 수상

### 에어캐나다상
- The Nasty Girl - Michael Verhoeven 수상

### 페더럴익스프레스상
- 낯선 동행 - Cynthia Scott 수상